# Кимчин
Кимчин (устар. Нимчин) — лиманное озеро в Кетченеровском районе Калмыкии. Расположен в пределах Приергенинской равнины.
Относится к Западно-Каспийскому бассейновому округу. Площадь — 10,18 км².

## Рельеф, гидрология и климат
Берега плоские, в рельефе чётко не выражены. Имеет продолговатую форму, вытянут с юга на север. Гидрологический режим озера естественно-антропогенный. Лиман расположен в зоне резко континентального, полупустынного климата. В условиях значительного испарения роль дождевых осадков в водном режиме озера не велика. Основным источником питания водоёма являются осадки, выпадающие в зимний период.

## Хозяйственное значение
В летний меженный период используется в качестве сенокосного угодья.